# Pharmacodynamique
La pharmacodynamique, ou pharmacodynamie, décrit les effets qu'un principe actif produit sur l'organisme : c'est l'étude détaillée de l'interaction entre la substance active et sa cible (récepteur, protéine libre, canal ionique, etc.). Cette réponse est une composante de l'effet thérapeutique recherché.
Lors de cette étape, la substance active quitte le système sanguin pour diffuser jusqu'au site d'action dans l'organe cible et se combine avec un récepteur, une enzyme ou une structure cellulaire quelconque pour provoquer la réponse.

## Effets sur le corps
La majorité des composés ont un effet sur soit : 
(a) Mimer ou inhiber des processus physiologiques/biochimiques ou d'inhiber des processus pathologiques
(b) Inhiber les activités vitales chez des endo- ou ectoparasites ainsi que chez les organismes unicellulaires (bactéries). Il y a 7 cibles principales. 
- Stimulation de l'effet par agonisme direct et d'effets sur la signalisation
- Diminution de l'effet par agonisme inverse  et d'effets en découlant
- Blocage/antagonisme (comme par Antagonisme du récepteur), le composé se lie au récepteur mais ne provoque pas son activation
- Stabilisation de l'action, le médicament ne semble agir comme un stimulant ni un dépresseur du système en cause (par exemple.: certaines drogues possèdent une activité sur le récepteur qui leur permet de stabiliser l'activation du récepteur, comme la buprénorphine chez les sujets opioïde dépendants ou avec l'aripiprazole chez les sujets atteints de schizophrénie, tous dépendants de la dose et de l'excipient)
- Échange/remplacement de substances ou accumulation de celles-ci pour former une réserve toxique (par exemple: entreposage du glycogène)
- Protection de l'équilibre oxydatif par son action d'antioxydant
- Dommages chimiques directs  pouvant résulter en une destruction cellulaire, par toxicité induite ou dommages létaux (cytotoxicité ou irritation)

### Effets thérapeutiques
Les effets thérapeutiques d'un composé sont principalement dû à l'interaction spécifique à une des cibles suivantes :
- Effets sur la membrane cellulaire
- Réaction chimique avec effets en découlant
- Interaction avec des enzymes
- Interaction avec des protéines structurelles
- Interaction avec des protéines de transport (albumine)
- Liaison du ligand au récepteur:
  - Récepteur de type GPCR
  - Récepteur de type canal ionique
  - Récepteur intracellulaire[3]

Selon la littérature, il était établi que les anesthésiants généraux apportaient un désordre dans la membrane des neurone, provoquant une altération de l'influx de Na+. Les antiacides ainsi que les agents chélateurs se combinent dans le corps. La liaison enzyme-substrat est une voie classique pour altérer la production ou le métabolisme d'agents endogènes, par exemple, l'aspirine inhibe de façon irréversible l'enzyme prostaglandine synthétase (Cyclo-oxygénase) ayant pour effet de réduire la réponse inflammatoire. La Colchicine, extraite des plantes, interfère avec la fonction de la tubuline, une protéine structurale, la Digitale blanche, une drogue toujours employée dans le traitement de l'insuffisance cardiaque, inhibe l'activité du transporteur, NA-K-ATPase. La plus grande classe de composés est celle des ligands qui ont la fonction de se lier aux récepteurs ce qui dicte les effets cellulaires obtenus. Mis à part la liaison Ligand-Récepteur, le récepteur peut permettre l'obtention de sa fonction normale (via l'agoniste), d'avoir une action bloquée (par l'antagoniste), ou même une réponse inverse à celle obtenue par stimulation avec un agoniste (via l'agoniste inverse).

### Effets indésirables
Un effet indésirable d'un médicament ou d'un soin est un effet adverse induit ou potentiellement induit par le traitement (gêne, allergie, complications graves, y compris le décès). Ces effets indésirables sont associés à la toxicité du médicament et peuvent provoquer l'apparition de certains symptômes tels que:
- Augmentation du stress oxydatif et son effet sur la mutation cellulaire (activité carcinogène)
- La combinaison de plusieurs actions peuvent mener à un effet délétère
- Interaction antagoniste
- Interaction synergique (Additive et potentialisation)
- Induction de dommages physiologiques, ou aggravation d'une condition chronique

### Fenêtre thérapeutique
La fenêtre thérapeutique d'un médicament est située entre la concentration nécessaire pour obtenir un effet désirable permettant le traitement du patient (dose effective) et la concentration apportant plus d'effets indésirables que d'effets thérapeutiques. Par exemple, les antiépileptiques (comme les barbituriques) ont une fenêtre thérapeutique très étroite. Ce type de médication doit être administré avec prudence puisque même une faible augmentation de la concentration plasmatique, par rapport à la concentration de la dose effective, provoque l'apparition d'effets délétères. L'usage des barbituriques en application clinique relève cette problématique. En effet, les barbituriques agissent sur le récepteur GABA A au niveau central, et renforcent ainsi l'activité inhibitrice du GABA.

### Durée de l'action
La durée de l'action d'une drogue administrée dépend de divers facteurs :
- Quantité administrée du médicament
- Forme galénique
- Réversibilité de l'action
- Demi-vie active du médicament
- Pente de la courbe dose-réponse
- Activité des métabolites
- Modulation de l'élimination par certaines pathologies

La durée d'action d'un principe actif est la durée pendant laquelle ce médicament est efficace. La durée d'action est une fonction de différents paramètres, dont la demi-vie plasmatique, le temps d'équilibrage entre les différents compartiments biologiques (plasma et cibles du principe actif), et le temps d'élimination de la molécule active de sa cible biologique.